# Katarzyna Krawczyk
Katarzyna Krawczyk (Mikołajki, 6 settembre 1990) è una lottatrice polacca, specializzata nella lotta libera. Ha vinto la medagli di bronzo ai mondiali di Oslo 2021 nel torneo dei -53 kg e l'argento ai Giochi europei di Baku 2015 nei -55 kg. Ha rappresentato la Polonia ai Giochi olimpici estivi di Rio de Janeiro 2016, classificandosi ottavo nel torneo dei -53 kg.

## Palmarès
- Mondiali

Oslo 2021: bronzo nei -53 kg;
- Giochi europei

Baku 2015: argento nei -55 kg;
- Europei

Dortmund 2011: bronzo nei -55 kg;
Kaspijsk 2018: bronzo nei -53 kg;
Budapest 2022: bronzo nei 53 kg.
- Giochi mondiali militari

Wuhan 2019: bronzo nei -57 kg:
- Mondiali militari

Joint Base McGuire-Dix-Lakehurst 2014: oro nei -55 kg;
Skopje 2016: argento nei -55 kg;
Klaipėda 2017: oro nei -55 kg;